# Mahsum Korkmaz
Mahsum Korkmaz o Mazlum Korkmaz, també conegut com a Agit, fou el primer comandant de les forces militars del Partit dels Treballadors del Kurdistan, les Brigades de la Llibertat del Kurdistan (Hêzên Rizgariya Kurdistan, HRK)
Agit va refugiar-se al Líban any 1980, on va començar l’entrenament militar, escapant del cop d'estat dels militars turcs fou dels primers en infiltrar-se altre cop a Turquia creant un operatiu guerriller, les Forces d'Alliberament del Kurdistan. És conegut per haver liderat els atacs del PKK de 1984, amb els quals va començar la revolta armada per la independència kurda. Fou mort a Nowruz, el 1986, per forces turques. La lluita armada es va intensificar des del 1985 i Agitfou abatut per l’exèrcit turc a les muntanyes Gabar, Botan el 28 de març de 1986.
El principal camp d'entrenament del PKK durant els anys 80 i principis del 90, l'Acadèmia Mahsum Korkmaz, que estava ubicada a la vall libanesa de la Bekaa, fou batejada en honor seu.